# Guatteria elliptica
Guatteria elliptica är en kirimojaväxtart som beskrevs av Robert Elias Fries. Guatteria elliptica ingår i släktet Guatteria och familjen kirimojaväxter. Inga underarter finns listade i Catalogue of Life.